# ميتشيكو اوكادا
ميتشيكو اوكادا هي لاعبة غولف يابانية، ولدت في 11 يناير 1945 في لواكي في اليابان.